# Huawei U8160
L'U8160 è uno smartphone della famiglia IDEOS prodotto dalla cinese Huawei e commercializzato in Italia a partire dal secondo trimestre 2011 con il brand Vodafone. Grazie alla sua larga diffusione sono state realizzate diverse ROM non ufficiali, tra le più apprezzate la CM7 di AC1953 e di psyke83, il quale ha anche realizzato una versione di prova e non pienamente funzionante della CM9.

## Nomi alternativi
- Vodafone 858
- Huawei 858

## Funzionalità
L'Huawei 858 Può essere usato per leggere i formati MP3.
Ha una radio FM funzionante solo con le cuffie.
Schermo one touch con schermo da 2.8 pollici.
Una telecamera posteriore con singolo scatto.
Può contenere una scheda micro SD.